# Lezoux
Lezoux település Franciaországban, Puy-de-Dôme megyében. Lakosainak száma 6468 fő (2022. január 1.). Lezoux Bulhon, Bort-l’Étang, Culhat, Lempty, Moissat, Orléat, Ravel, Saint-Jean-d’Heurs és Seychalles községekkel határos.

## Népesség
A település népességének változása:
| Lakosok száma | 5727 | 6000 | 6161 | 6152 | 6224 | 6256 | 6287 | 6357 | 6468 |
|               | 2013 | 2015 | 2016 | 2017 | 2018 | 2019 | 2020 | 2021 | 2022 |